# Качанов, Валерий (легкоатлет)
Валерий Качанов (род. 12 июля 1954, Ленинград) — советский легкоатлет, специалист по многоборьям. Выступал за сборную СССР по лёгкой атлетике в конце 1970-х — начале 1980-х годов, серебряный призёр Универсиады в Софии, победитель Кубка Европы в командном зачёте, призёр первенств национального значения, обладатель национального рекорда Молдавии в десятиборье, участник летних Олимпийских игр в Москве.

## Биография
Валерий Качанов родился 12 июля 1954 года в Ленинграде.
Как спортсмен представлял Молдавскую ССР и добровольное спортивное общество «Молдова» (Кишинёв).
Впервые заявил о себе в лёгкой атлетике на взрослом всесоюзном уровне в сезоне 1976 года, когда в пятиборье завоевал бронзовую медаль на зимнем чемпионате СССР в Москве.
В 1977 году получил бронзу в семиборье на зимнем чемпионате СССР в Минске — уступил здесь только москвичу Константину Ахапкину. Будучи студентом, отправился выступать на летней Универсиаде в Софии, откуда привёз награду серебряного достоинства, выигранную в десятиборье — был побеждён австрийцем Зеппом Цайльбауэром. Также представлял советскую национальную сборную на Кубке Европы по легкоатлетическим многоборьям в Лилле, где их команда заняла первое место.
В 1978 году победил на международных соревнованиях Décastar во Франции.
На чемпионате СССР 1980 года в Москве был вторым в десятиборье позади белгородца Юрия Куценко, при этом установил свой личный рекорд — 8306 (8288) очков, до настоящего времени считающийся национальным рекордом Молдавии. Благодаря череде удачных выступлений удостоился права защищать честь страны на летних Олимпийских играх в Москве — после 7 видов шел на втором месте, но из-за травмы ахилла досрочно завершил выступление, не показав никакого результата.
После московской Олимпиады Качанов ещё в течение некоторого времени оставался в составе советской легкоатлетической сборной и продолжал принимать участие в крупнейших международных стартах. Так, в 1982 году на чемпионате СССР в Москве он добавил в послужной список ещё одну серебряную награду, полученную в десятиборье, тогда как на последовавшем чемпионате Европы в Афинах набрал в сумме всех дисциплин десятиборья 8116 очков и расположился в итоговом протоколе соревнований на седьмой строке.